# Salwador na Letnich Igrzyskach Olimpijskich 2020
Salwador na Letnich Igrzyskach Olimpijskich 2020 – występ kadry sportowców reprezentujących Salwador na igrzyskach olimpijskich, które odbyły się w Tokio w Japonii, w dniach 23 lipca – 8 sierpnia 2021 roku.
Reprezentacja Salwadoru liczyła pięciu zawodników – trzech mężczyzn i dwie kobiety, którzy wystąpili w 4 dyscyplinach.
Był to dwunasty start tego kraju na letnich igrzyskach olimpijskich.

## Reprezentanci

### Boks
| Zawodniczka        | Konkurencja          | 1/16             | 1/8              | Ćwierćfinał      | Półfinał         | Finał            | Finał   | Źródło |
| Zawodniczka        | Konkurencja          | Przeciwnik Wynik | Przeciwnik Wynik | Przeciwnik Wynik | Przeciwnik Wynik | Przeciwnik Wynik | Miejsce | Źródło |
| ------------------ | -------------------- | ---------------- | ---------------- | ---------------- | ---------------- | ---------------- | ------- | ------ |
| Yamileth Solorzano | waga piórkowa kobiet | Sena Irie P 0-5  | NQ               | NQ               | NQ               | NQ               | NQ      | [ 1 ]  |

### Lekkoatletyka
| Zawodnik            | Konkurencja   | I runda | I runda | Półfinał | Półfinał | Finał | Finał   | Źródło |
| Zawodnik            | Konkurencja   | Czas    | Miejsce | Czas     | Miejsce  | Czas  | Miejsce | Źródło |
| ------------------- | ------------- | ------- | ------- | -------- | -------- | ----- | ------- | ------ |
| José Andrés Salazar | Bieg na 200 m | 21.66   | 45.     | NQ       | NQ       | NQ    | NQ      | [ 2 ]  |

### Pływanie
| Zawodnik       | Konkurencja           | Eliminacje | Eliminacje | Półfinał | Półfinał | Finał | Finał   | Źródło |
| Zawodnik       | Konkurencja           | Czas       | Miejsce    | Czas     | Miejsce  | Czas  | Miejsce | Źródło |
| -------------- | --------------------- | ---------- | ---------- | -------- | -------- | ----- | ------- | ------ |
| Marcelo Acosta | 800 m dowolnym (m)    | 8:03.01    | 31.        | N/A      | N/A      | NQ    | NQ      | [ 3 ]  |
| Marcelo Acosta | 1500 m dowolnym (m)   | 15:27.37   | 25.        | N/A      | N/A      | NQ    | NQ      | [ 4 ]  |
| Celina Márquez | 100 m grzbietowym (k) | 1:03,75    | 36.        | NQ       | NQ       | NQ    | NQ      | [ 5 ]  |
| Celina Márquez | 200 m grzbietowym (k) | 2:14,72    | 23.        | NQ       | NQ       | NQ    | NQ      | [ 6 ]  |

### Żeglarstwo
| Zawodnik                    | Konkurencja | Wyścig | Wyścig | Wyścig | Wyścig | Wyścig | Wyścig | Wyścig | Wyścig | Wyścig | Wyścig | Wyścig | Wyścig | Wyścig | Punkty | Finałowa pozycja | Źródło |
| Zawodnik                    | Konkurencja | 1      | 2      | 3      | 4      | 5      | 6      | 7      | 8      | 9      | 10     | 11     | 12     | M*     | Punkty | Finałowa pozycja | Źródło |
| --------------------------- | ----------- | ------ | ------ | ------ | ------ | ------ | ------ | ------ | ------ | ------ | ------ | ------ | ------ | ------ | ------ | ---------------- | ------ |
| Enrique Jose Arathoon Pacas | Laser       | 28     | 17     | 11     | 25     | 27     | 19     | 25     | 17     | 15     | 9      | N/A    | N/A    | NQ     | 165    | 23.              | [ 7 ]  |

M - Wyścig medalowy